# Hochfügener Straße

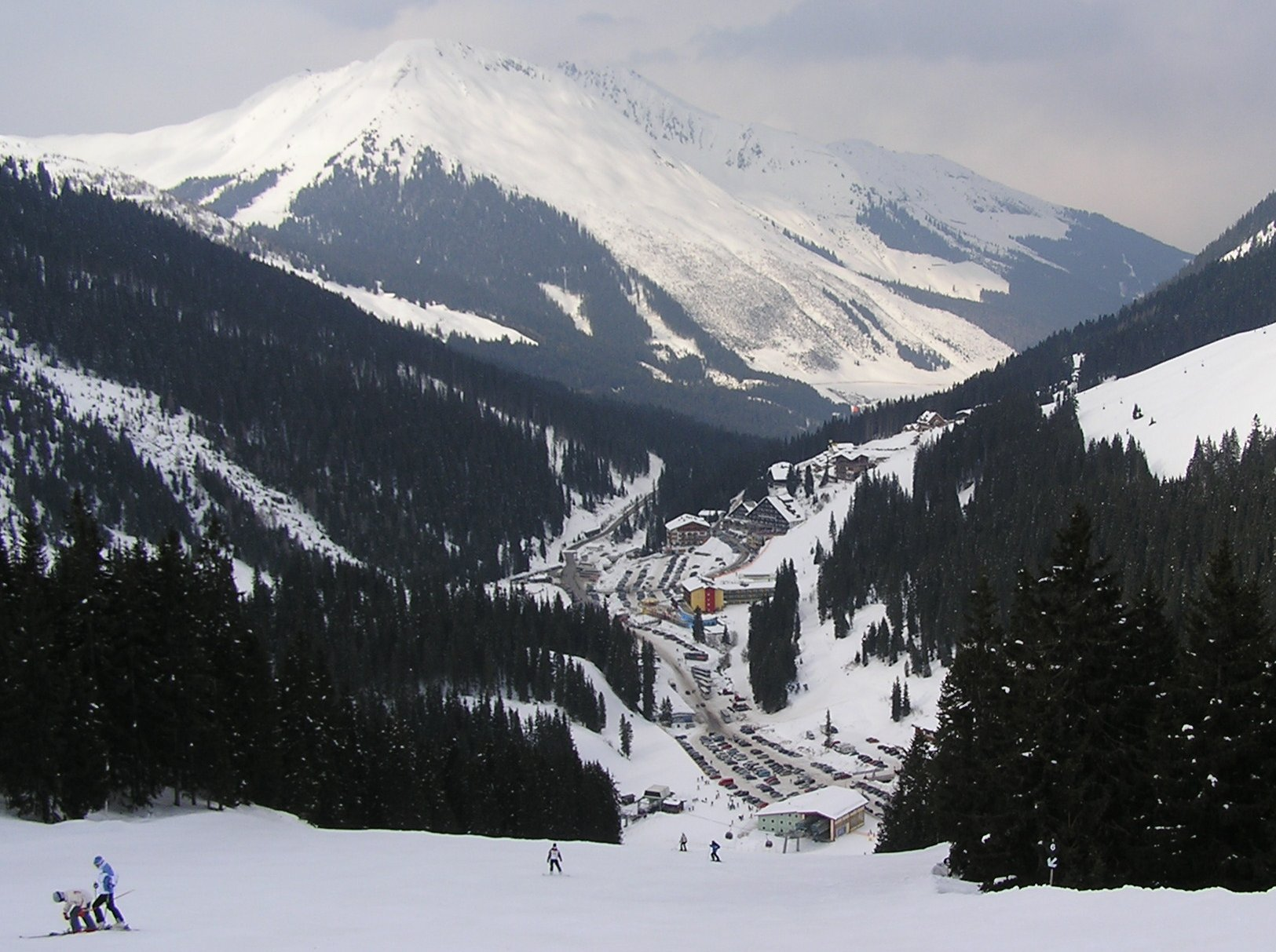
Die Hotelsiedlung Hochfügen, Endpunkt der durch das Finsingtal verlaufenden Hochfügener Straße

Die Hochfügener Straße (auch Hochfügenerstraße) ist eine Bergstraße in den Tuxer Alpen in Tirol. Sie hat ihren Ausgangspunkt in Pankrazberg im nördlichen Zillertal und führt zu der in 1480 Meter Höhe gelegenen Hotelsiedlung Hochfügen. Dabei überwindet sie über eine Distanz von rund 10 Kilometern einen Höhenunterschied von etwa 550 Höhenmetern.

## Charakteristik
Die Hochfügener Straße beginnt in Pankrazberg als Fortsetzung der Pankrazbergstraße (L49). Diese beginnt an der Zillertalstraße am südlichen Ortsrand von Fügen, durchquert zunächst das Ortsgebiet von Fügen und steigt dann in Serpentinen nach Pankrazberg an. Von dort führt die Straße als Hochfügener Straße durch das Finsingtal bis Hochfügen. Die Straße dient vor allem als Zubringer- und Versorgungsstraße des Wintersportgebietes. Daher wird sie auch während der Wintersaison geräumt und für den Verkehr freigehalten. Abhängig von den jeweiligen Witterungsverhältnissen kann in dieser Zeit jedoch auch Lawinengefahr bestehen.

## Geschichte

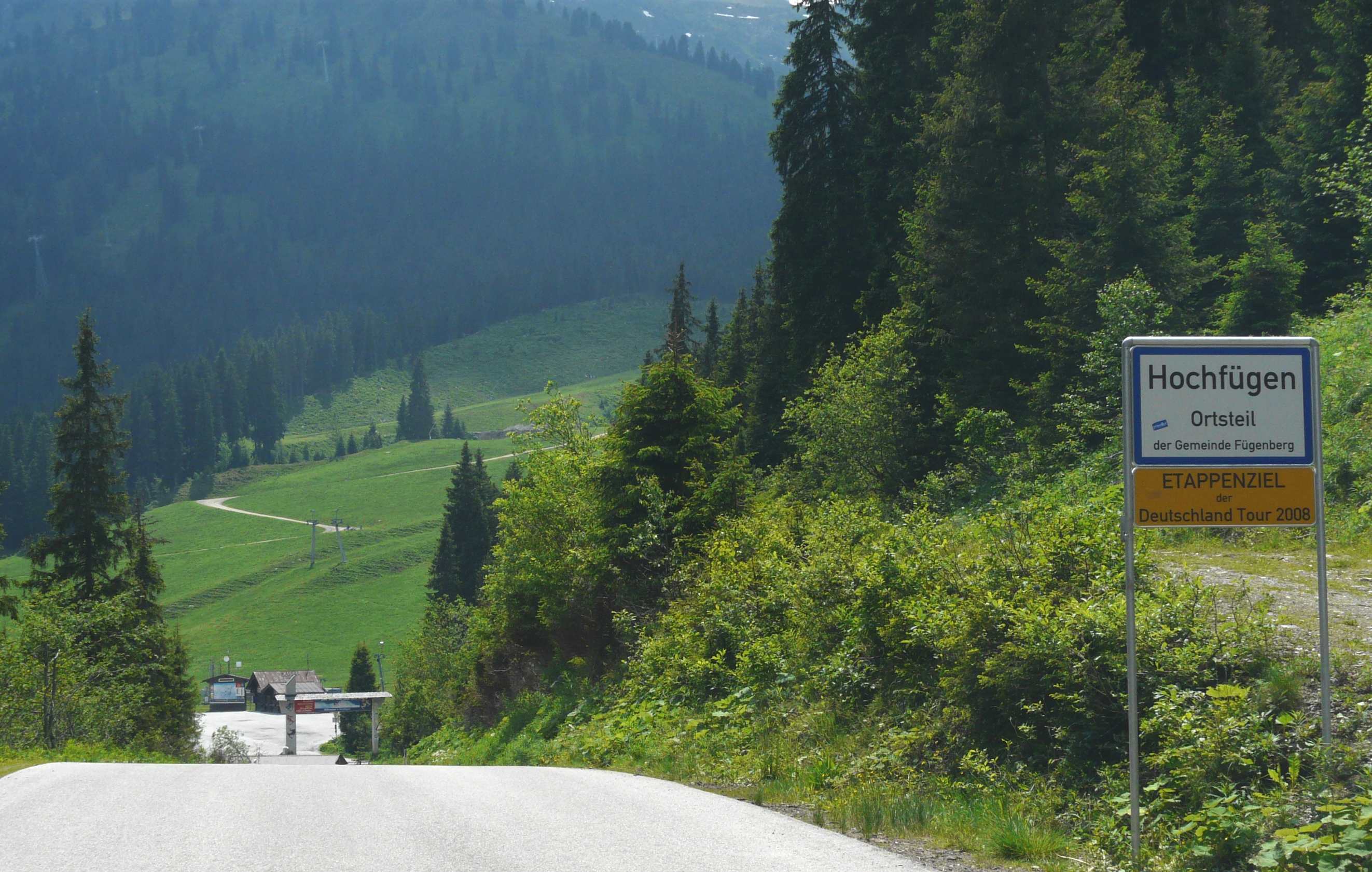
Das Ortsschild von Hochfügen

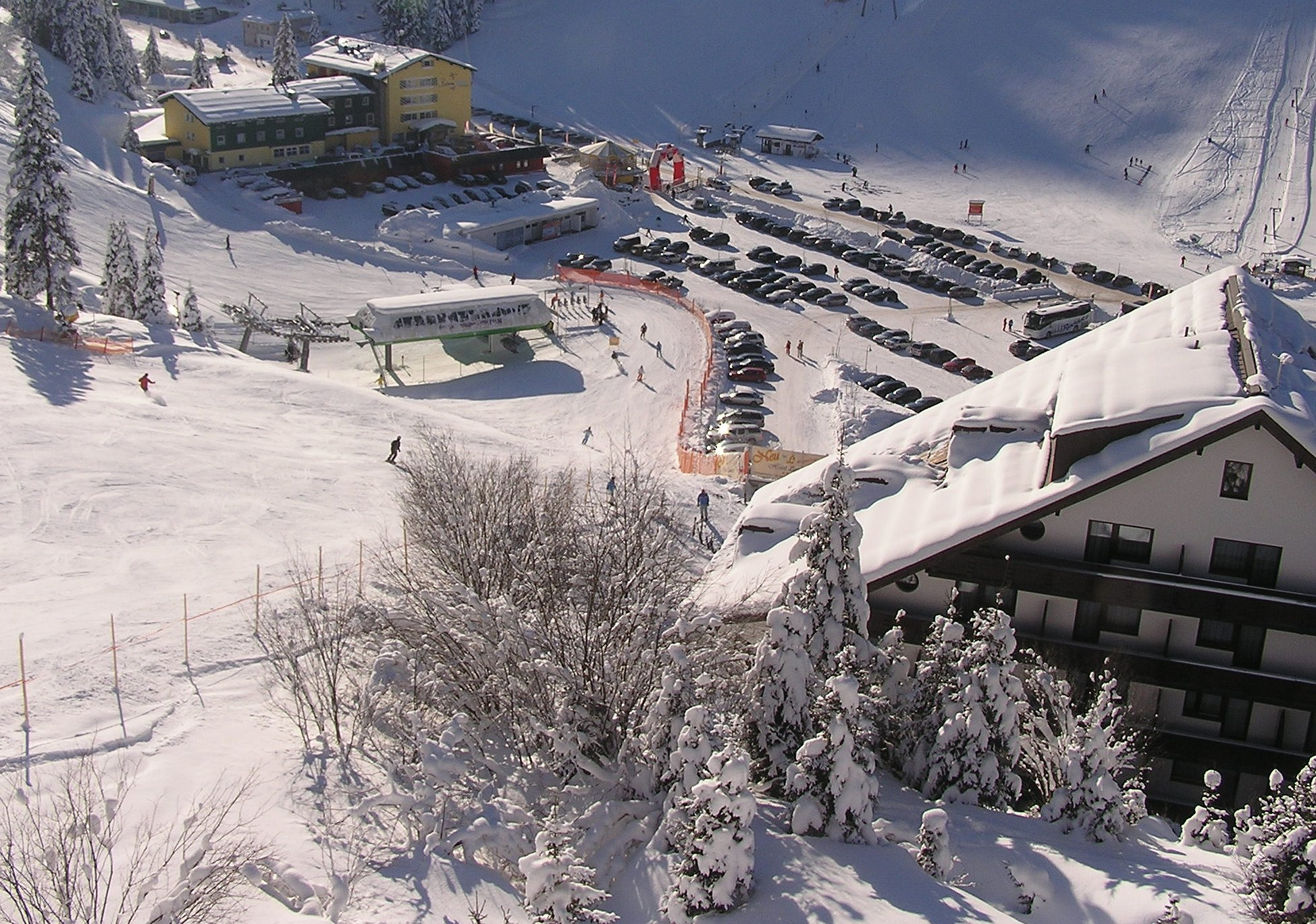
Der Parkplatz am Ende der Straße

Der Bau der Hochfügener Straße geht auf die touristische Erschließung des Finsingtales zurück. Diese Entwicklung begann, als in den frühen 1960er Jahren der Grundstein zum Bau des Berghotels Hochfügen gelegt wurde. Als sich in der Folgezeit um das daraus entstehende Hoteldorf das Schigebiet Hochfügen entwickelte, wuchs die Bedeutung der Hochfügener Straße an, da diese den einzigen Zufahrtsweg zu diesem Schigebiet bildete. Seit jedoch im Jahr 2004 das Schigebiet von Hochfügen mit dem des benachbarten Hochzillertals durch neue Liftanlagen zum Gebiet Hochfügen-Hochzillertal verbunden wurde, kehrte sich diese Entwicklung um. Seitdem benutzt die Mehrzahl der Schifahrer die von Kaltenbach beginnende Hochzillertalbahn, um in dieses Schigebiet zu gelangen. Weiters verkehren in der Wintersaison regelmäßig und mehrmalig pro Tag Shuttlebusse zwischen den umliegenden Gemeinden und dem Schigebiet Hochfügen. Allerdings hat die Hochfügener Straße inzwischen auch während der Sommermonate eine größere Rolle erlangt, so bildete sie etwa im Sommer 2008 den Schlussabschnitt der Königsetappe der Deutschland Tour.